# Watts (Oklahoma)
Watts es un pueblo ubicado en el condado de Adair en el estado estadounidense de Oklahoma. En el año 2010 tenía una población de 	324 habitantes y una densidad poblacional de 324 personas por km².

## Geografía
Watts se encuentra ubicado en las coordenadas 36°6′28″N 94°34′17″O / 36.10778, -94.57139 (36.107896, -94.571389).

## Demografía
Según la Oficina del Censo en 2000 los ingresos medios por hogar en la localidad eran de $26,417 y los ingresos medios por familia eran $27,250. Los hombres tenían unos ingresos medios de $25,543 frente a los $18,393 para las mujeres. La renta per cápita para la localidad era de $9,356. Alrededor del 19.7% de la población estaban por debajo del umbral de pobreza.